# دایدالوس ۱۸۶۴
سیارک ۱۸۶۴ (به انگلیسی: 1864 Daedalus، نامگذاری:1971FA) هزار و هشتصد و شصت و چهارمین سیارک کشف شده‌است که در ۲۴ مارس ۱۹۷۱ کشف شد.
قدر مطلق سیارک برابر ۱۴٫۸۵ است.